# Manovre d'amore
Pour plus de détails, voir Fiche technique et Distribution.
Manovre d'amore est un film italien réalisé par Gennaro Righelli, sorti en 1940.

## Synopsis
Lors des grandes manœuvres, un escadron de lanciers campe près d'un petit village de la périphérie de Vienne. Le général avec tout l'état-major général est hébergé dans la villa d'un gentilhomme local, où, outre les propriétaires, vivent trois très jeunes filles. La fille du propriétaire, une cousine à lui et une gouvernante. Une guerre de cœur s'ensuit entre les trois jeunes femmes et les audacieux officiers, faite de querelles, d'attentions sollicitées puis rejetées, et de petits quiproquos, de manœuvres amoureuses, non moins mouvementées que celles auxquelles se livrent les soldats dans la campagne environnante.

## Fiche technique
- Titre : Manovre d'amore
- Réalisation : Gennaro Righelli
- Scénario : Luigi Zampa et Ettore Giannini d'après la pièce de Gustav von Moser et Franz von Schoenthan
- Photographie : Renato Del Frate
- Musique : Salvatore Allegra
- Pays d'origine : Royaume d'Italie
- Genre : Comédie
- Format : Noir et blanc - 1,37:1 - Mono
- Date de sortie : 1940

## Distribution
- Antonio Gandusio : Tibiday
- Jole Voleri : Mary
- Jone Morino : Matilde
- Clara Calamai : Agnese
- Vera Bergman : Elisa
- Antonio Centa : Lieutenant Zilihay
- Mario Pisu : Lieutenant médical Skafos
- Ernesto Almirante : Enchelly